# Vues et Voix
Vues et Voix (anciennement La Magnétothèque) est une association à but non lucratif canadienne située à Montréal dont la mission consiste à produire des enregistrements sonores dans le but de permettre aux malvoyants et aux aveugles d'accéder au contenu des documents imprimés : journaux, livres, etc. 

## Historique
L'organisme La Magnétothèque, qui deviendra Vues et Voix 35 ans plus tard, est fondé en 1976 par André Hamel, un étudiant à la maîtrise à l'Université de Montréal qui vient de perdre la vue. Pendant la première décennie de son existence, l'organisme a surtout comme objectif d'enregistrer des documents pédagogiques pour les étudiants malvoyants. Son financement vient alors principalement du ministère de l'Éducation du Québec. À partir de 1986, le ministère des Affaires culturelles lui donne le mandat de produire des livres audio destinés aux loisirs.
À partir de 2005, c'est la Bibliothèque et Archives nationales du Québec qui est responsable de diffuser les livres sonores produits par l'organisme , via le Service québécois du livre adapté (SQLA).
Le 31 mars 2011, La Magnétothèque change d’identité. Elle s'appelle maintenant Vues et Voix et élargit son mandat non seulement aux personnes aveugles et malvoyantes, mais aux décrocheurs scolaires, aux analphabètes, et aussi aux gens en apprentissage du français ; également aux personnes avec limitation motrice et d'apprentissage (ex. dyslexie).
La présidente-directrice générale est Marjorie Théodore. En 2015, l'auteure et animatrice Claudia Larochelle devient porte-parole de Vues et Voix.
Alors que les livres produits en collaboration avec le SQLA sont disponibles gratuitement aux personnes malvoyantes via la Bibliothèque et Archives nationales du Québec, Vues et Voix lance en novembre 2018, dans le cadre du Salon du livre de Montréal, une boutique en ligne qui propose des livres audios au grand public.

## Mission
Près de 20 employés et 400 bénévoles contribuent à la production d'environ 750 livres audios chaque année. Le principal client de Vues et Voix est Bibliothèque et Archives nationales du Québec. Les livres sont proposés en format adapté DAISY (Digital Accessible Information SYstem), qui est décrypté à l'aide du lecteur Victor auquel ont accès les personnes atteintes d'un handicap visuel. Ce format permet au lecteur de naviguer plus facilement à l'intérieur du document, en y retrouvant rapidement une page, un chapitre, une table des matières ou un signet.
Vues et Voix propose également sa propre radio, le Canal M, qui aborde des enjeux qui concernent les personnes ayant un handicap.